# Melian (groupe)
Pour les articles homonymes, voir Melian.
Melian est un groupe de post-hardcore argentin, originaire de Buenos Aires. Formé en 2008, le groupe compte trois albums studio, un DVD live, et une démo.

## Biographie

### Débuts et premier album (2008-2011)
Le groupe est formé en 2008, à Buenos Aires, en Argentine, l'année durant laquelle il enregistre son premier EP éponyme, publié indépendamment en format numérique. Le groupe effectue ensuite ses premières performances live, traversant différentes étapes à travers Buenos Aires, et réalisant plus de vingt présentations cette année-là. Parmi elles, ils partagent la scène avec des groupes internationaux tels que Alesana, Story of the Year, A Skylit Drive et même Silverstein, après avoir été invités à participer au festival Morrison Fest à Lima, au Pérou, réunissant plus de 5 000 personnes et partageant la scène avec des groupes locaux péruviens tels que Diazepunk et 6 Voltios.
En 2010, ils décident d'enregistrer leur premier album studio, intitulé Entre espectros y fantasmas, qui mène à un changement de formation au sein de Melian : Alejandro Picardi endosse la voix principale, et Andrés Druetta devient le nouveau batteur. À la fin de cette même année, l'enregistrement de l'album est terminé ; il est produit par Javier Casas, guitariste de Nueva Ética aux Infire Studios, de Buenos Aires.
L'album Entre espectros y fantasmas est officiellement publié le 21 avril 2011 au complexe Speed King, dans la capitale fédérale. Au cours de la même année, ils jouent au Teatro de Colegiales,,, le 12 juin de cette année, avec le groupe local Deny et le groupe américain A Day to Remember, au Groove devant plus de 1 200 personnes.

### Semper fidelis(2012-2015)
En janvier 2012, Melian joue avec le groupe américain Black Veil Brides, pour ensuite continuer sa tournée avec Plan 4 en flores, et au festival No Soy Rock au Groove de Palermo, Buenos Aires. Ils partagent la scène avec Nueva Ética, au Teatro de Flores avec Shaila sur XLR, et visitent pour la première fois les villes de Rosario et Córdoba.
Le deuxième semestre se concentre sur l'achèvement de leur deuxième album intitulé, Sempre fidelis, produit à nouveau par Javier Casas, qui sera officiellement publié le 2 décembre au Club La Trastienda. À la fin de 2012, ils présentent leur deuxième album à La trastienda dans la capitale fédérale, devant 700 personnes. En 2013, ils jouent dans différentes parties du pays. L'un des temps forts est celui au stade couvert Malvinas Argentinas, au festival Metal Para Todos. Pendant la tournée Semper fidelis, le groupe décide de fêter ses cinq ans de carrière au Roxy Live, devant plus de 500 personnes. En octobre la même année, le groupe décide d'enregistrer son premier DVD live au Teatro Vorterix.
Puis, ils reviennent jouer au Groove de Palermo, lançant leur DVD Juntos Movemos Montañas Tour en 2014. En août la même année, ils commencent à enregistrer leur troisième album. En avril 2015, ils enregistrent une reprise de Mil Horas de Los Abuelos de la Nada. Le 16 mai de cette année, ils présentent officiellement Epitafios au Groove de Palermo. En juillet 2015, Martin Beas Nuñez quitte le groupe, laissant la place à la nouvelle guitariste et showgirl Leonel Diaz du groupe Marcando Vidas.

### Suites (depuis 2016)
En 2016, ils jouent en concert avec Bring Me the Horizon, pendant leur visite en Argentine. En 2017, ils célèbrent leur dixième anniversaire, ouvrant pour Airbag au festival Ciudad Emergente.

## Membres

### Membres actuels
- Andrés Druetta - batterie (depuis 2010)
- Hernán Rodriguez - guitare, chœurs (depuis 2008)
- Alejandro Picardi - chant (depuis 2010)
- Ignacio de Tommaso - basse (depuis 2013)
- Leonel Díaz - guitare, chœurs (depuis 2015)

### Anciens membres
- Alejandro Ritcher - basse (2008-2013)
- Martín Beas Nuñez - guitare, chœurs (2008-2015)

## Discographie
- 2008 : Melian EP
- 2011 : Entre espectros y fantasmas
- 2012 : Semper fidelis
- 2014 : Juntos movemos montañas
- 2014 : Epitafios